# Pander Zögling

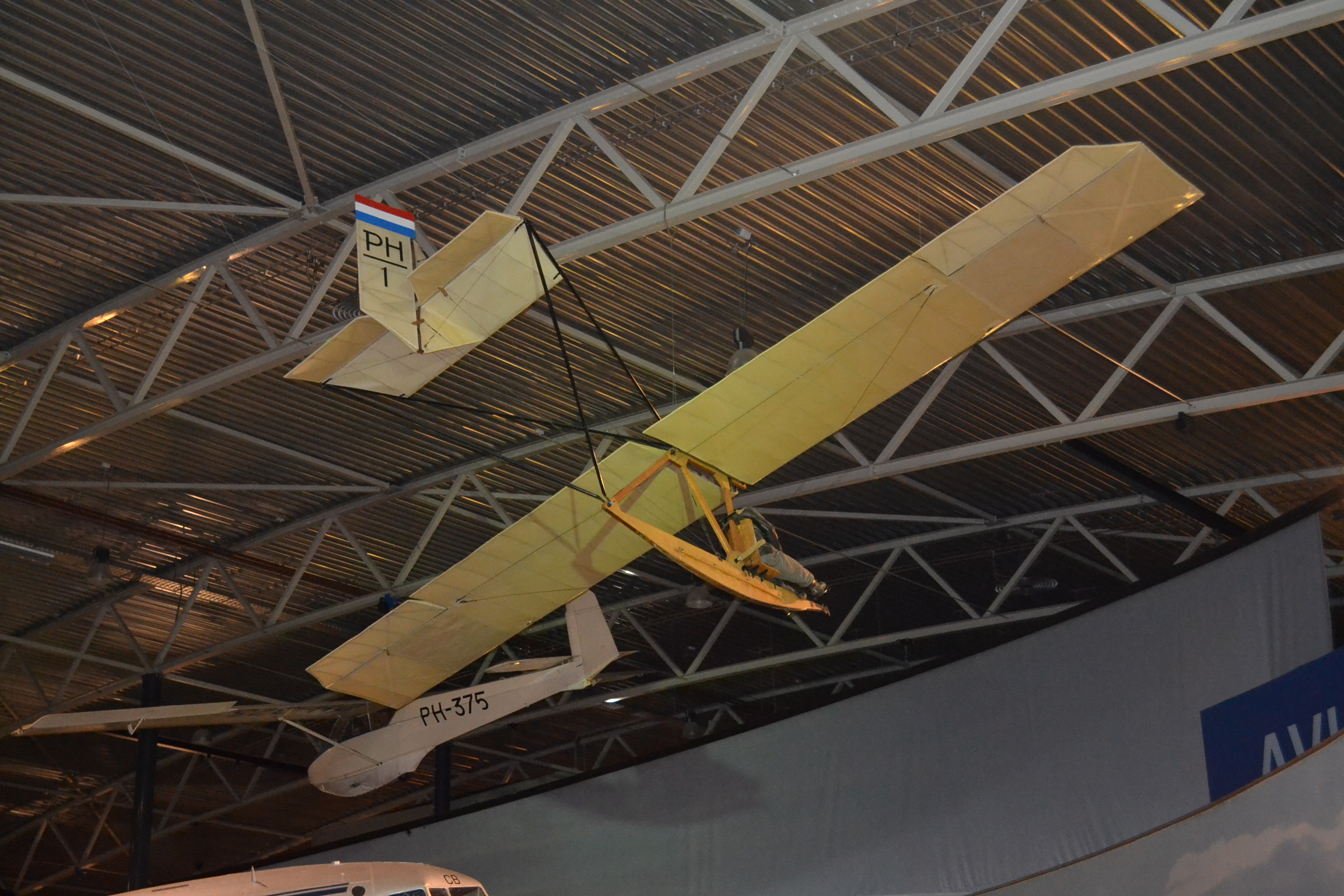
Replica van de Pander Zögling PH-1 (Aviodrome, Lelystad)

De Pander Zögling (Nederlands: leerling) was een open eenzitter zweefvliegtuig uit de begindagen van de zweefvliegsport. Het ontwerp van Alexander Lippisch dateert uit 1926. De Zögling is internationaal in diverse varianten geproduceerd. In Nederland werd deze onder leiding van constructeur Theo Slot gemaakt door vliegtuigfabriek Pander in Den Haag. De Pander Zögling met registratie PH-1 maakte op 6 april 1930, bestuurd door luchtvaartpionier Co van Tijen, zijn eerste vlucht in de duinen bij Noordwijk.

## Historie

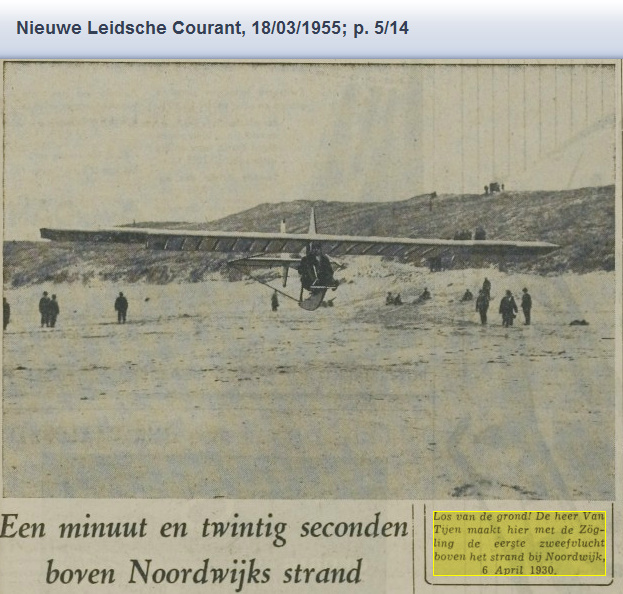

In 1929 onderzocht de Koninklijke Nederlandse Vereniging voor Luchtvaart (KNVvL) de mogelijkheid om het zweefvliegen te introduceren in Nederland. Daarvoor werd de Duitse constructeur en deskundige Alexander Lippisch om advies gevraagd en hij oordeelde positief. Vervolgens werd het eerste zweefvliegtuig van de KNVvL in Nederland gebouwd door vliegtuigfabriek Pander in Den Haag: de Zögling (een ontwerp van Lippisch). De bouw startte op 20 januari 1930 en reeds op 6 april van dat jaar werd bij Noordwijk de eerste testvlucht gemaakt. In het Aviodrome in Lelystad bevindt zich een luchtwaardige replica van de PH-1.

## Specificaties
- Type: Pander Zögling
- Klasse: Eenzitter
- Bemanning: 1
- Lengte: 5,29 m
- Spanwijdte: 10,04 m
- Hoogte: 2,01 m
- Materiaal: Hout, linnen en spandraden
- Vleugeloppervlak: 15,85 vierkante meter
- Leeggewicht: 85 kg
- Maximum startgewicht: 155 kg